# Radio PiN
Radio PiN – ponadregionalna stacja radiowa z siedzibą w Warszawie działająca w latach 2002–2014.
Stacja nadawała również w kilku innych miastach Polski, powiązana kapitałowo i programowo z Polsatem. Ramówka stacji miała charakter muzyczno-informacyjno-lifestyle'owy, przy czym w serwisach informacyjnych i publicystyce szczególny nacisk kładziony był na tematykę ekonomiczną.
Właścicielem koncesji było Radio PiN S.A. (wcześniejsza nazwa: Agencja Wydawniczo-Marketingowa „MEDIABANK” S.A.). W 2007 51% udziałów w stacji kupiła telewizja Polsat. 

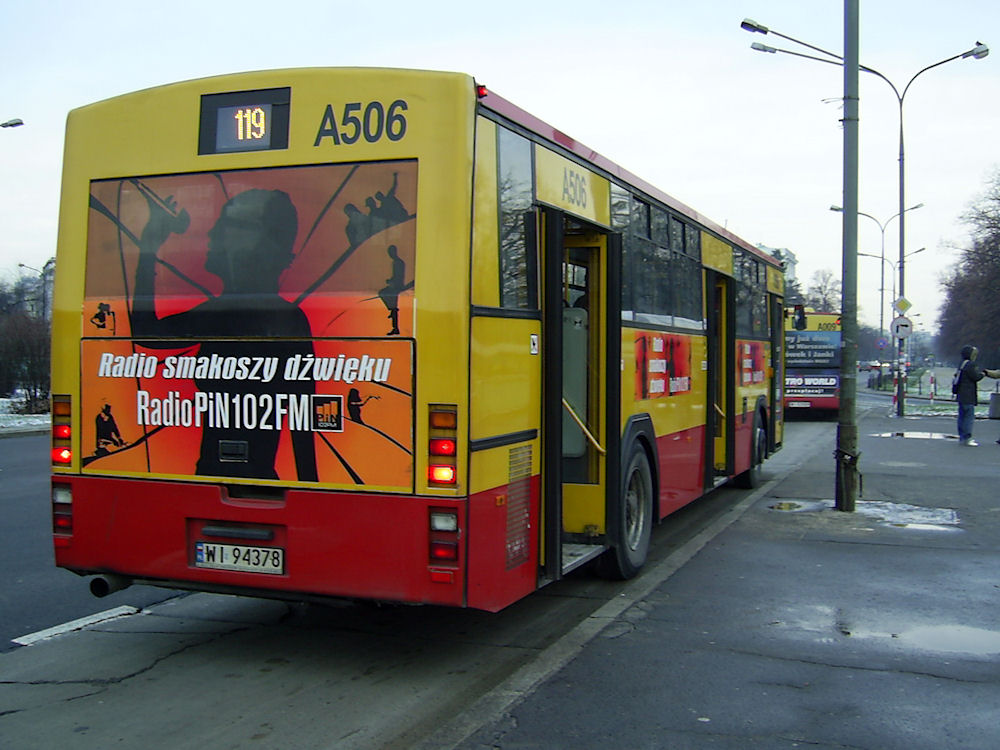
Reklama Radia PiN na warszawskim autobusie miejskim (grudzień 2005)

## Historia
Twórcą koncepcji rozgłośni informacyjnej o charakterze biznesowym z playlistą złożoną z utworów stylów funk, chillout, nu-jazz i smoothjazz był Emil Marat, który był szefem programowym stacji przez 10 lat.
Rozgłośnia rozpoczęła nadawanie programu 12 września 2002 roku w Warszawie. W koncesji, przyznanej 5 czerwca 2002 roku, charakter programu został określony jako finansowo-biznesowy. Nazwa radia, akronim angielskiego Personal Identification Number – Osobistego Numeru Identyfikacyjnego, jest tutaj tłumaczona jako „Pieniądz i Nowoczesność”.
Do marca 2006 roku siedziba stacji znajdowała się w Warszawie przy ul. Grzybowskiej 4, następnie została przeniesiona na pl. Inwalidów 10.
Od 2008 roku stacja rozszerzała zasięg – jej nadajniki pojawiły się między innymi w Łodzi, Poznaniu czy Wrocławiu.  Do 2010 roku stacja grała głównie muzykę easy listening, chillout oraz lo-fi. Następnie na antenie zaczął pojawiać się pop, który od 2014 roku dominował na playliście Radia PiN.
W 2014 siedziba radia została przeniesiona do głównego budynku Polsatu przy ul. Ostrobramskiej, co było częścią procesu głębszej integracji stacji z kanałami telewizyjnymi Polsat News i Polsat News 2. 25 września 2014 roku ze stacji zniknęły audycje autorskie. 20 października 2014 o 6:00 Radio PiN zostało zastąpione przez Muzo.fm. W chwili zamknięcia miała dziewięć stacji nadawczych.

## Częstotliwości
- 1. Warszawa – 102 MHz
- 2. Łódź – 102,3 MHz (od sierpnia 2008 roku[5])
- 3. Poznań – 93,9 MHz (od listopada 2009 roku[6])
- 4. Wrocław – 103,7 MHz (od marca 2010 roku[7])
- 5. Kielce – 92,9 MHz (od sierpnia 2010 roku[8])
- 6. Olsztyn – 92,4 MHz (od grudnia 2010 roku[9])
- 7. Bydgoszcz – 90,5 MHz (od października 2012 roku[10])
- 8. Gdańsk – 93,9 MHz (od września 2013 roku[11])
- 9. Kraków – 104,9 MHz (od września 2013 roku[11])

## Słuchalność
Według badania Radio Track (wykonane przez Millward Brown SMG/KRC) za okres grudzień 2013 – luty 2014, wskaźnik słuchalności Radia PiN wynosił 0,2 proc., co dawało tej stacji 12. pozycję w Polsce.

## Współpracownicy
Audycje i serwisy informacyjne w Radiu PiN, reklamowanym jako "Radio Smakoszy Dźwięku", prowadzili m.in.: Marcin Sobesto (Piękni 30-to letni, Muzyka dla dorosłych) Karolina Kozak (Fonobłyski), Karolina Korwin Piotrowska (W kinie i na kanapie, Bez cukru), Tomasz Kin (Rezerwat), Maciej Ulewicz (Ulewiczas, Gorączka Codziennego Wieczoru, Pinacolada), Stanisław Trzciński (Pinacolada), Kamil Śmiałkowski (Człowiek z Popkultury), Weronika Wawrzkowicz (Sygnały zdrowia, Magazyn Zdrowie, Recepta na życie), Cezary Szymanek (Gość Radia PiN, 7 dni na biznes), Rafał Turowski, Marcin Kowalski (Lunch z biznesplanem, Co na to Kowalski?) i Piotr Wardziak (Dobry Program Gospodarczy), Marek Wieruszewski (Garaż Otwarty, Technobiznes), Mariusz Adamiak (PiN Jazz, Mariusz Adamiak przedstawia), Magda Juszczyk (Tour de Culture, 102 cooltura- kalkulator kulturalny), Dorota Chrobak (Dorota Movie), Agnieszka Horaczy i Marcin Dobrowolski (PiN Style), Bartek Wejman, Mateusz Drozda, Piotr Knąber, Grzegorz Brzozowicz, Filip Jasiński, Joanna Tarkowska-Klinke, Anna Hardasiewicz, Artur Ewertowski, Andrzej Piedziewicz, Rafał Wolski, Bartek Winczewski (Koktajl), Marcin Dobrowolski, Mariusz Piaseczny i Adam Rafalski (Marketing Mix), Pedro Gonzales (Pinamania), Tomasz Prange-Barczyński (Magazyn Wino, PiN do wina), Sebastian Korsak (Klubowe Granie, Etnofaza), Mamadou Diouf (Etnofaza), Stephan Włodarczyk (Żeli Papą), Olga Kozierowska (Sukces Pisany Szminką), Marta Hernik (PiNwestycje w Zdrowie), Luis Andino Velez i Piotr Gronau (Uchem po Mapie), Anna Kowalczyk (Sztuka kupowania), Karol Wojciechowski i Maciej Dolega (PiN Fashion), Tomasz Śliwiński (Kup teraz), Wojciech Kowalik (Ja, podatnik), Adam Sztaba (PiN Class), Agnieszka Witkowicz (Kontra), Michał Wójcik (Książki Warte Grzechu), Wojciech Szeląg (Biznes Espresso), Karola Wojciechowski i Macieja Dolega (Kawa z PiN-em), Marek Horczyczak (Pogoda dla Bogaczy), Tomasz Brzozowski i Rafał Sławoń (Radioczuły Barbarzyńca), Agata Młynarska (Ona Rozmawia), Michael Moritz (After Hours, Midnight Funk Association), Tadeusz Mosz (Co mnie dziwi, Show Mosz Go On), Dariusz Urbanowicz (Out of Routine, 360 Stopni), Roderyk Więcek (Podróże z Globtroterem).
W latach 2002–2014 cotygodniowe felietony na antenie Radia PiN prezentowali m.in. Grzegorz Miecugow, Szymon Hołownia, Jarosław Gugała, Mikołaj Lizut, Dariusz Rosiak, Tomasz Wróblewski, Daniel Passent, Piotr Zaremba, Łukasz Warzecha, Janina Paradowska, Ernest Skalski, Marcin Meller i Filip Łobodziński (V kolumna Radia PiN), Alicja Resich-Modlińska, Agata Passent (Stacja Warszawa), Grzegorz Kalinowski, Michał Kobosko, Bogusław Chrabota, Grzegorz Kozak, Michał Szułdrzyński, Jakub Kurasz, Bartosz Marczuk, Jacek Sobala, Jarosław Sroka, Jerzy Bekker, Janusz Głowacki (2003).